# Collegio uninominale Lazio 2 - 05 (2017)
Il collegio elettorale uninominale Lazio 2 - 05 è stato un collegio elettorale uninominale della Repubblica Italiana per l'elezione della Camera dei deputati tra il 2017 ed il 2022.

## Territorio
Come previsto dalla legge elettorale italiana del 2017, il collegio era stato definito tramite decreto legislativo all'interno della circoscrizione Lazio 2.
Era formato dal territorio di 58 comuni: Acquafondata, Alvito, Aquino, Arce, Arpino, Atina, Ausonia, Belmonte Castello, Broccostella, Campoli Appennino, Casalattico, Casalvieri, Cassino, Castelliri, Castelnuovo Parano, Castrocielo, Ceprano, Cervaro, Colfelice, Colle San Magno, Coreno Ausonio, Esperia, Falvaterra, Fontana Liri, Fontechiari, Gallinaro, Isola del Liri, Monte San Giovanni Campano, Pastena, Pescosolido, Picinisco, Pico, Piedimonte San Germano, Pignataro Interamna, Pontecorvo, Posta Fibreno, Rocca d'Arce, Roccasecca, San Biagio Saracinisco, San Donato Val di Comino, San Giorgio a Liri, San Giovanni Incarico, San Vittore del Lazio, Sant'Ambrogio sul Garigliano, Sant'Andrea del Garigliano, Sant'Apollinare, Sant'Elia Fiumerapido, Santopadre, Settefrati, Sora, Strangolagalli, Terelle, Vallemaio, Vallerotonda, Vicalvi, Villa Latina, Villa Santa Lucia e Viticuso.
Il collegio era quindi interamente compreso nella provincia di Frosinone.
Il collegio era parte del collegio plurinominale Lazio 2 - 02.

## Eletti
| Elezione | Elezione | Deputato       | Partito            |
| -------- | -------- | -------------- | ------------------ |
|          | 2018     | Ilaria Fontana | Movimento 5 Stelle |

## Dati elettorali

### XVIII legislatura
Come previsto dalla legge elettorale, 232 deputati erano eletti con sistema a maggioranza relativa in altrettanti collegi uninominali a turno unico.
| Candidati              | Candidati                | Voti    | %     | Liste                                | Voti    | %     |
| ---------------------- | ------------------------ | ------- | ----- | ------------------------------------ | ------- | ----- |
|                        | Ilaria Fontana ✔️ Eletto | 51 912  | 37,81 | Movimento 5 Stelle                   | 51 912  | 37,81 |
|                        | Mario Abbruzzese         | 51 735  | 37,68 | Forza Italia                         | 25 175  | 18,34 |
| Lega                   | Mario Abbruzzese         | 51 735  | 37,68 | 18 236                               | 13,28   |       |
| Fratelli d'Italia      | Mario Abbruzzese         | 51 735  | 37,68 | 5 813                                | 4,23    |       |
| Noi con l'Italia - UDC | Mario Abbruzzese         | 51 735  | 37,68 | 2 511                                | 1,83    |       |
|                        | Gianrico Ranaldi         | 25 490  | 18,57 | Partito Democratico                  | 19 632  | 14,30 |
| Civica Popolare        | Gianrico Ranaldi         | 25 490  | 18,57 | 2 842                                | 2,07    |       |
| +Europa                | Gianrico Ranaldi         | 25 490  | 18,57 | 1 832                                | 1,33    |       |
| Italia Europa Insieme  | Gianrico Ranaldi         | 25 490  | 18,57 | 1 184                                | 0,86    |       |
|                        | Sandra Penge             | 3 053   | 2,22  | Liberi e Uguali                      | 3 053   | 2,22  |
|                        | Maurizio Russo           | 1 841   | 1,34  | CasaPound                            | 1 841   | 1,34  |
|                        | Vincenzo Durante         | 1 233   | 0,90  | Potere al Popolo!                    | 1 233   | 0,90  |
|                        | Remo Pascazi             | 721     | 0,53  | Italia agli Italiani                 | 721     | 0,53  |
|                        | Flavio Malizia           | 557     | 0,41  | Partito Comunista                    | 557     | 0,41  |
|                        | Anna Cavallo             | 487     | 0,35  | Il Popolo della Famiglia             | 487     | 0,35  |
|                        | Giordano Amato           | 158     | 0,12  | Per una Sinistra Rivoluzionaria      | 158     | 0,12  |
|                        | Vadim Bottoni            | 105     | 0,08  | Lista del Popolo per la Costituzione | 105     | 0,08  |
| Totale                 | Totale                   | 137 292 | 100   |                                      | 137 292 | 100   |
|                        |                          |         |       |                                      |         |       |
| Voti non validi        | Voti non validi          | 7 967   | 5,48  |                                      |         |       |
| Votanti                | Votanti                  | 145 259 | 76,04 |                                      |         |       |
| Elettori               | Elettori                 | 191 038 |       |                                      |         |       |